# 아이티의 주
아이티는 10개 주(프랑스어: département)로 구성되어 있다.

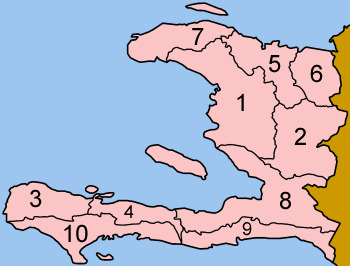
아이티의 주

1. 아르티보니트주(Artibonite, 주도: 고나이브)
2. 중앙주(Centre, 주도: 앵슈)
3. 그랑당스주(Grand'Anse, 주도: 제레미)
4. 니프주(Nippes, 주도: 미라고안)
5. 북부주(Nord, 주도: 카프아이티엥)
6. 북동부주(Nord-Est, 주도: 포르리베르테)
7. 북서부주(Nord-Ouest, 주도: 포르드페)
8. 서부주(Ouest, 주도: 포르토프랭스)
9. 남동부주(Sud-Est, 주도: 자크멜)
10. 남부주(Sud, 주도: 레카이)